# Bismarck-Denkmal (Bad Kissingen)

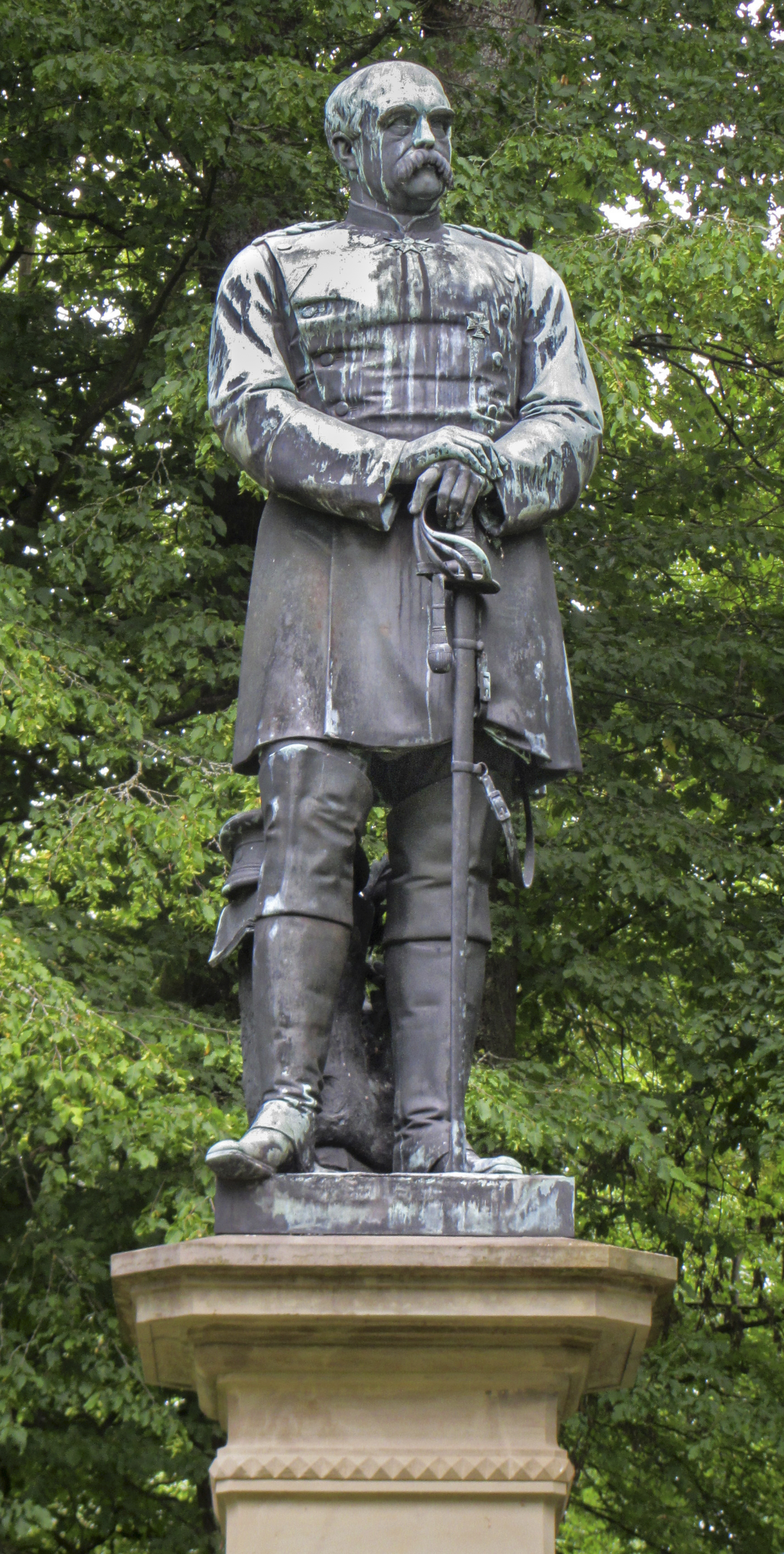
Nahaufnahme des Bismarck-Denkmals (2014)

Das Bismarck-Denkmal in Bad Kissingen befindet sich in dem heutigen Bad Kissinger Stadtteil Hausen, wo Reichskanzler Otto von Bismarck zwischen 1876 und 1893 14 Kuraufenthalte verbrachte. Das Denkmal entstand noch zu seinen Lebzeiten im Jahr 1877. Es ist das erste Denkmal zu Ehren des Reichskanzlers.

## Geschichte
Im Februar 1876 beauftragte das 1875 entstandene Comité für die Aufstellung einer Statue des deutschen Reichskanzlers Fürst Bismarck in Kissingen den Künstler Heinrich Manger, seine ohne Auftrag für die Weltausstellung in Philadelphia entstandene Bismarck-Statue als Denkmal auszuführen.
Für die Errichtung eines Denkmals zur Ehrung einer noch lebenden Persönlichkeit war die Genehmigung des Bayerischen Königs erforderlich. So schrieb der Bayerische König Ludwig II., das Denkmal »soll [...] nicht da errichtet werden, wo von ruchloser Frevlerhand ein Attentat gegen den Reichskanzler verübt wurde«, sondern an der Unteren Saline im Parkgebiet an der Fränkischen Saale aufgestellt, also »an jener Stelle«, so der König, »wo derselbe Heilung suchte und fand in der Anlage des vom Fürsten täglich besuchten Salinenbades«. Kurgäste erbrachten Spenden zur Errichtung des Denkmals; auf diese Weise konnte ein Großteil der Errichtungskosten in Höhe von 7.800 Mark gedeckt werden.
Das  Bismarck-Denkmal wurde unter ausführlicher Berichterstattung der lokalen „Saale-Zeitung“ am Sonntag, den 29. April 1877, um 10 Uhr enthüllt. Noch während des Festdiners im „Englischen Hof“, in dessen Rahmen Baumeister Manger, Hofrat Stöhr und Bürgermeister Full Ehrenansprachen auf Kaiser Wilhelm I. und Bismarck hielten, traf ein Dankestelegramm des Reichskanzlers ein. Dennoch soll Bismarck trotz seiner zahlreichen Kuraufenthalte in Hausen das Denkmal nie in Augenschein genommen haben, denn er wäre, wie er es in einer Rede im Reichstag am 28. November 1881 selbst formulierte, »von der größten Verlegenheit, [...] mit welchem Gesicht ich an meiner Statue vorbeigehen sollte«. Zudem störe es ihn, »wenn ich gewissermaßen fossil neben mir dastehe«.
Das Denkmal, das beispielsweise die Gestaltung des Kölner Bismarck-Denkmals inspirierte, musste aus Gründen der Haltbarkeit kurz vor Bismarcks hundertjährigem Geburtstag im Jahr 1915 galvanisch mit einer Bronzehaut versehen werden; ausgeführt wurde diese Arbeit von der Geislinger WMF.